# Max-Him
 (janvier 2024).
Max-Him est un groupe allemand d'Italo disco.

## Histoire
Les producteurs Florian Fadinger (né le 7 mai 1960 à Munich et décédé le 16 janvier 2013 dans la même ville) et Guido Felicani démarrent le projet de studio Max Him au début des années 1980. Florian Fadinger est l'ancien agent artistique du producteur et DJ allemand Sven Väth. 
Le nom du projet Max-Him est un dérivé du prénom du chanteur Massimo Vaccari, qui participe aux premiers morceaux. Le producteur de la plupart des enregistrements est Ennio Manuel. Le premier single, Roadhouse Blues, sort en 1983 chez Crash et Lion Records, deux sous-labels de Il Discotto Productions basés à Cologno Monzese. Son successeur No Escape, ainsi que tous les autres enregistrements du projet jusqu'en 1987, sont publiés en 1984 par Cruisin' Records de Modène. Guido Felix rejoint le groupe en tant que chanteur principal et claviériste.
Max-Him connait un grand succès en 1985 avec le single Lady Fantasy, produit par Romano Trevisani. Le single se place dans les charts allemands en été atteignant la 21e place. En février de l'année suivante, Japanese Girl connait un autre succès atteignant la 45e place en Allemagne. Quelques autres singles sortent jusqu'en 1987, mais Max-Him ne renoue pas avec ses succès précédents.

## Discographie

### Albums studio
- 1986 : Danger Danger

### Compilations
- 2010 : Best of Max Him
- 2014 : The Original Maxi-Singles Collection

### Singles
- 1983 : Roadhouse Blues
- 1984 : No Escape
- 1985 : Lady Fantasy (21e en Allemagne[4],[6])
- 1985 : Japanese Girl (45e en Allemagne[5],[7])
- 1986 : Danger Danger
- 1986 : Melanie
- 1987 : Just a Love Affair
- 2003 : Lady Fantasy 2003